# Холабрун
Холабрун град је у Аустрији, смештен у северном делу државе. Значајан је град у покрајини Доњој Аустрији, где је седиште истоименог округа Холабрун.

## Природне одлике
Холабрун се налази у северном делу Аустрије, на 55 км северозападно од главног града Беча.
Град Холабрун се образовао у тзв. Винској четврти Доње Аустрије. Надморска висина града је око 240 m, а подручје око града је валовито и плодно. Кроз град протиче речица Гелербах.

## Становништво
| 1981.  | 1991.  | 2001.  | 2011.  |
| ------ | ------ | ------ | ------ |
| 10.140 | 10.461 | 10.685 | 11.489 |

По процени из 2016. у граду је живело 11703 становника. Последњих деценија број становника у граду се повећава.

## Галерија
- Новија стамбена изградња у Холабруну
- Дворац у Холабруну
- Градска школа